# Time-to-Market
Time-to-Market (deutsch „Zeitraum bis zur Markteinführung“) ist in Unternehmen der Anglizismus für den Zeitraum zwischen dem Produktentstehungsprozess und der Markteinführung von Produkten oder Dienstleistungen. 

## Allgemeines
Die Time-to-Market kann als Produktentwicklungszeit übersetzt werden. Sie wird bestimmt durch die Geschwindigkeit, mit der ein Produkt zur Marktreife gebracht wird. In diesem Zeitraum entstehen für das Produkt insbesondere Forschungs- und Entwicklungskosten, denen (noch) keine Umsatzerlöse gegenüberstehen. Diese Kosten belasten die Liquidität und müssen aus dem Cashflow der laufenden Produktion finanziert werden. Von Bedeutung ist die Time-to-Market vor allem in forschungs- und entwicklungsintensiven Branchen wie unter anderem Automobilindustrie, Biotechnologie, Informationstechnologie, Luft- und Raumfahrt, Medizintechnik, Pharmaindustrie oder Telekommunikationsunternehmen. Befinden sich mehrere Produkte in der Produktentwicklung solcher Branchen, wird von der Produktpipeline gesprochen. Diese gehört ebenfalls in die Time-to-Market.  

## Pharmaindustrie
Ein klassisches Beispiel für die Time-to-Market ist die Pharmaindustrie. Neue Wirkstoffe werden zur Patentierung angemeldet, um sich über ein Patent die alleinige Verwertung eines potentiellen Arzneimittels  auf dem Pharmamarkt  zu sichern. An die explorative Forschung schließen sich die präklinische und klinische Prüfung an, in denen das Arzneimittel auf Wirksamkeit und Unbedenklichkeit untersucht wird. Die Marktreife erreicht ein Arzneimittel erst mit der Zulassung durch die jeweils zuständige Behörde in den Zielmärkten.
Die Phase zwischen Entwicklung und Marktreife kann eine Zeitspanne von bis zu 15 Jahren umfassen.

## Wirtschaftliche Aspekte
Innerhalb dieses Zeitraumes muss das Product-Lifecycle-Management dafür sorgen, dass neue Produktentwicklungen in die Pipeline gelangen, die zu einem Zeitpunkt Marktreife erhalten, an welchem auf dem Markt vorhandene Produkte ihren Produktlebenszyklus beenden oder durch Produkteliminierung aus dem Markt genommen werden.  
Eine sehr kurze Time-to-Market erbringt insbesondere bei Produkten mit kurzem Produktlebenszyklus – wie beispielsweise bei Produkten der Hochtechnologie – einen Wettbewerbsvorteil, weil der Hersteller das Produkt als erster auf den Markt bringt und von Pioniergewinnen profitiert, die Early Adopter zu zahlen bereit sind. Außerdem gibt es auch noch keine Mitbewerber, die den Preis unterbieten können; es liegt ein monopolähnliches Marktverhalten vor. Dagegen kann bei langer Time-to-Market, wenn bereits andere Wettbewerber ähnliche Produkte liefern können, das Produkt nur mehr zu einem niedrigeren Preis verkauft werden.
Das Zeitmanagement muss dazu beitragen, den Zeitraum des Time-to-Market möglichst gering zu halten, um die Forschungs- und Entwicklungskosten (FEK) zu minimieren. Diese erhöhen die Gesamtkosten und belasten die Liquidität, so dass beide aus dem Cashflow des laufenden Vertriebs finanziert werden müssen. Die Pay-back-Periode für die FEK beginnt erst nach erfolgreicher Markteinführung eines neu entwickelten Produktes und sorgt für eine Amortisation der FEK. Das Finanzierungsrisiko besteht darin, dass die FEK nicht vollständig amortisiert werden können, weil restliche Patentlaufzeit oder Produktlebenszyklus hierfür nicht ausreichen, oder ein Produkt wegen Gesundheitsgefährdung oder mangelnder Akzeptanz vorzeitig vom Markt genommen werden muss.   
Wird ein Produkt nach der Markteinführung durch Produkteliminierung aus dem Markt genommen (etwa wegen Gesundheitsgefährdung), so ist dies kein Risiko aus der Time-to-Market im engeren Sinne, sondern ein Marktrisiko. So entschloss sich beispielsweise die Bayer AG im August 2001 zum Rückzug des Cholesterinsenkers Lipobay, nachdem einige Todesfälle in den USA und anderen Ländern bekannt wurden.
Mit der 1986 von Eric von Hippel erstmals erwähnten Lead-User-Methodik kann den Time-to-Market-Problemen frühzeitig entgegengewirkt werden. Dabei werden ausgewählte Marktteilnehmer in den Innovationsprozess integriert. Anstoß für ihre Bemühungen sind individuelle Probleme mit bisher am Markt vertretenen Produkten, die den eigenen Bedürfnissen nicht gerecht werden. Die Time-to-Market-Problematik wird insbesondere durch das frühe Erkennen von Problemen und Bedürfnissen adressiert und durch das Einbringen des bereits vom Lead User angeeigneten Wissens zur Problemlösung maßgeblich unterstützt.